# 纳雍槭
纳雍槭（学名：Acer nayongense），为槭树科槭属下的一个种。

## 扩展阅读
維基物種上的相關：纳雍槭